# 1998 AV5
1998 AV5 är en asteroid i huvudbältet som upptäcktes den 8 januari 1998 av OCA–DLR Asteroid Survey (ODAS).